# Comté de Kearny
Le comté de Kearny est l’un des 105 comtés de l’État du Kansas, aux États-Unis. Il a été fondé le 20 mars 1873 sous le nom de comté de Kearney. Sa dissolution est décidée en 1883 et son territoire est divisé entre les comtés de Hamilton et Finney. Il est réorganisé dans ses frontières d’origine en 1887 et organisé le 27 mars 1888. Il a été nommé en hommage au général Philip Kearny.
Siège et plus grande ville : Lakin.

## Géolocalisation
|                   | Comté de Wichita | Comté de Scott   |
| Comté de Hamilton | Comté de Kearny  | Comté de Finney  |
| Comté de Stanton  | Comté de Grant   | Comté de Haskell |